# Camilo Huinca
Camilo Huinca (Santiago, 1988), también conocido por su seudónimo OnlyJoke, es un ilustrador y diseñador gráfico chileno. Su estilo está marcado por el uso de formas geométricas y figuras sencillas para representar escenas de la vida cotidiana. 

## Biografía
Nació y creció en la comuna santiaguina de Maipú y estudió diseño gráfico en el instituto DuocUC. Ha desarrollado proyectos internacionales para marcas como Apple, Nike, Adidas, Puma, Adobe, Condé Nast, WeTransfer, Warby Parker y Bon Appétit. Algunas de esas colaboraciones las llevó a cabo incluso antes de finalizar sus estudios superiores.
En 2018 crea la marca OnlyJoke Store para comercializar sus diseños de papelería, ropa y objetos decorativos. Esta marca cuenta con dos tiendas físicas en centros comerciales de Santiago de Chile.
En 2019 se llevó a cabo un festival cultural en la ciudad de Shenzhen y Huinca fue invitado por el ministerio de cultura chino para realizar una exposición de sus obras al aire libre. Desarrolló ocho figuras inflables de gran tamaño, con aproximadamente 5 metros de alto, que fueron dispuestas en distintas calles de la ciudad. Luego, en el año 2022, desarrolló otra instalación de tres figuras inflables de gran tamaño para el festival musical Lollapalooza Chile.
Es representado por la agencia publicitaria internacional Agent Pekka, con casa matriz en Helsinki. En 2021 hizo su primera colaboración con un medio de comunicación norteamericano, al ilustrar una noticia del periódico The New York Times. En 2022 creó la portada de la revista inglesa Brummell, para su edición Verano 2022 e ilustraciones para la revista The New Yorker y el periódico Los Angeles Times.

## Portadas de discos
Ha creado carátulas de álbumes para variados músicos y bandas chilenas, entre ellos cabe mencionar:
- Nano Stern, portada en álbum La Cosecha (2013)[2] y EP Santiago (2017).[8]
- Bronko Yotte, portadas en álbumes Gala (2015)[9] y Fuero interno (2020)[10]
- Gepe, portadas en álbumes Ciencia exacta (2017)[11] y ULYSE (2020).[12]
- Cami, portada en álbum Rosa Deluxe (2018).[2]
- Moral Distraída, portada en álbum Qué cosa es el amor (2018).[10]

En 2019 fue nominado a los Premios Pulsar, en la categoría "Premio al mejor arte para un disco", por su carátula para Qué cosa es el amor, de la banda Moral Distraída.